# Lineodes triangulalis
Lineodes triangulalis is een vlinder uit de familie van de grasmotten (Crambidae), uit de onderfamilie van de Spilomelinae. De wetenschappelijke naam van deze soort is voor het eerst gepubliceerd in 1890 door Heinrich Benno Möschler.
De soort komt voor in Florida, Cuba, Puerto Rico, Mexico en Honduras.